# Anfa (Maroc)
Anfa (en tamazight : ⴰⵏⴼⴰ, en arabe : أنفا), est un des 16 arrondissements de la Commune de Casablanca. Il relève de la préfecture d'arrondissements de Casablanca-Anfa.
En 2024, la population d'Anfa était de 66 202 habitants.
Il est délimité au nord par l'Océan Atlantique, à l'est par le boulevard Mohamed Zerktouni, au sud par les boulevards d'Anfa, Abdelkrim El Khattabi et Abdelhadi Boutaleb, et à l'ouest par la Commune de Dar Bouazza, qui relève de la Province de Nouaceur.
Le siège de l'arrondissement est situé à l'angle de la rue Skhirat et la rue Ain Atiq.  Le terme « Anfa », signifiant « colline », est aussi le nom berbère de la ville de Casablanca[réf. souhaitée].
Au lendemain des élections communales de 2021, le Président de Anfa est monsieur Mohamed Chabak  (محمد الشباك).

## Arrondissement

### Gestion
Le siège de l'arrondissement Anfa est situé sur l'angle des rues Skhirat et Ain Atiq.  Les élus du conseil d'arrondissement se reunissent obligatoirement trois fois par an, au cours des mois de janvier, juin, et septembre. Ils peuvent aussi se reunir sur convocation du Président.

### Liste des élus
Depuis les élections communales de 2021,  le Président de l'arrondissement Anfa est Mohamed Chabak (محمد الشباك).  
| Liste des élus locaux de Anfa | Liste des élus locaux de Anfa | Liste des élus locaux de Anfa                                          |
| ----------------------------- | ----------------------------- | ---------------------------------------------------------------------- |
| Mohamed Chabak                | محمد شباك                     | Président de l'arrondissement Député RNI au Parlement                  |
|                               | اميمة الادريسي                | Membre du conseil d'arrondissement d'Anfa                              |
|                               | حسن شمسي                      | Membre du conseil d'arrondissement d'Anfa                              |
|                               | نادية توقة                    | Membre du conseil d'arrondissement d'Anfa                              |
|                               | محمد سليمي                    | Membre du conseil d'arrondissement d'Anfa                              |
|                               | فدوى رضواني                   | Membre du conseil d'arrondissement d'Anfa                              |
|                               | زكرياء فضيل                   | Membre du conseil d'arrondissement d'Anfa                              |
| Saïd Al Chrami                | سعيد الشرامي                  | Membre du conseil d'arrondissement d'Anfa Leader de la liste Istiqlal. |
|                               | السعدية بيض                   | Membre du conseil d'arrondissement d'Anfa                              |
|                               | ادريس صبري                    | Membre du conseil d'arrondissement d'Anfa                              |
|                               | ادريس صبري                    | Membre du conseil d'arrondissement d'Anfa                              |
|                               | خديجة رجاء                    | Membre du conseil d'arrondissement d'Anfa                              |
| Mohamed Ali Benjelloun        | محمد علي بنجلون وجدي          | Membre du conseil d'arrondissement d'Anfa                              |
| Malika Mezouar                | مليكة مزور                    | Membre du conseil d'arrondissement d'Anfa                              |
|                               | فاطمة البوهتاني               | Membre du conseil d'arrondissement d'Anfa                              |
| Redouane Lahlayssi            | رضوان لحلايسي                 | Membre du conseil d'arrondissement d'Anfa                              |

Lors des élections communales :
- La liste de Mohamed Chabak obtient 47,6% des voix . Ce qui lui assure 7 sièges au conseil arrondissement d'Anfa. 
- La liste de Saïd Al Chrami obtient 17.1% des voix. Ce qui leur assure 4 siège au conseil d'arrondissement Anfa. 
- La liste de Mohamed Ali Benjelloun obtient 9.4% voix. Ce qui leur assure 3 sièges au conseil d'arrondissement Anfa. 
- La liste de Redouane Lahlayssi obtient 5.07% des voix. Ce qui leur assure 1 siège au conseil d'arrondissement Anfa. 
| Leader                 | Liste                                   | % des voix | Siège au conseil d'arrondissement Anfa |
| ---------------------- | --------------------------------------- | ---------- | -------------------------------------- |
| Mohamed Chabak         | Rassemblement national des indépendants | 47,63      | 7                                      |
| Saïd Al Chrami         | Parti de l'Istiqlal (PI)                | 17,19      | 4                                      |
| Mohamed Ali Benjelloun | Parti authenticité et modernité (PAM)   | 9,48       | 3                                      |
| Redouane Lahlayssi     | Parti des Néo-Démocrates                | 5,07       | 1                                      |

Les autres listes (PSU, FFD, PJD, MP, AFG, UC, Parti de la liberté) ne parviennent pas à se qualifier.

### Élections communales de 2015
Lors des élections communales et régionales de 2015, Yasmina Baddou est réélue présidente de l'arrondissement.

## Démographie
Selon le dernier Recensement général de la population et de l'habitat 2024 organisé par le Haut-Commissariat au Plan, l'arrondissement Anfa compte 66 202 habitants.  C'est donc le moins peuplé des 16 arrondissements de Casablanca, et aussi celui dont la densité de population est la plus faible.
| Date | Population |
| ---- | ---------- |
| 1994 | 179 296    |
| 2004 | 180 394    |
| 2014 | 94 504     |
| 2024 | 66 202     |

## Histoire

### Origine incertaine
La fondation d'Anfa reste un mystère et sujette à plusieurs points de vue.
D'après Léon l'Africain, né en 1490, elle aurait été fondée par les Romains. Pour Luis del Mármol Carvajal, né en 1524, son origine serait phénicienne. Cependant, aucune de ces deux affirmations n'est étayée.
Pour Ezzayani, né en 1734, la ville aurait été fondée par les Berbères, plus précisément les dirigeants des Zénètes: « Les Zénètes s'établirent à Tamesna [ancien nom de la ville de Rabat] et Tadla, les Sanhaja en Doukkala. Les émirs des Zénata bâtirent la ville d'Anfa dans les Tamesna et la ville de Day dans le Tadla ».

### Histoire ancienne

#### Grotte des Rhinocéros
La grotte des Rhinocéros est un site d’intérêt préhistorique inventorié et sous la protection de la Direction du Patrimoine. Il présente un caractère exceptionnel et une importance patrimoniale par son abondance d'outillage acheuléen associé à une très riche faune de mammifères, dont l’âge est estimé aux environs de 400 000 ans.
Avec plus de trente espèces de mammifères, quelques reptiles et plusieurs différentes espèces d'oiseaux, on considère les vestiges de la faune préhistorique découverte sur ce site comme étant la plus riche du Quaternaire nord-africain.
La présence de huit crânes plus ou moins complets de rhinocéros blancs demeure néanmoins la découverte la plus exceptionnelle du gisement, d'où le nom qu'on lui a attribué.

#### Anfa l’antique
Le site de Casablanca actuel fut habité par l’Homme durant l’époque paléolithique. Les origines de la ville ne sont pas connues exactement mais il semble que la ville d’Anfa se trouvait autrefois au même endroit qu’actuellement.
Les découvertes archéologiques à Sidi Abderrahman (sortie sud de Casablanca) attestent d’un peuplement du site depuis la Préhistoire. Il semble qu’Anfa était occupée par des pêcheurs berbères depuis la plus haute Antiquité, époque à laquelle l’endroit sert d’escale aux navires phéniciens en route pour les îles Purpuraires au large d’Essaouira. Au Moyen Âge Anfa fait partie du royaume berbère de Berghouata, du nom d’une secte hétérodoxe qui dominait toute la région de la Chaouia, avant d’être prise par les Almohades en 1188.
On ne sait au juste qui, des Phéniciens, des Carthaginois, des Romains ou des Berbères, fonda Anfa mais elle joua un rôle important dans l’histoire marocaine à la fin du VIIe siècle et au début du VIIIe siècle.
Sous la dynastie des Mérinides, le port prospère grâce aux relations commerciales avec la péninsule Ibérique, mais le déclin du pouvoir de Fès amène les habitants d’Anfa à se rendre indépendants et à multiplier des raids de piraterie sur les côtes portugaises.
Durant le XIIe siècle, le nom d’Anfa revient très souvent. Anfa entre véritablement dans l’Histoire au XVe siècle, en l’an 1469, et c’est pour sa mise à sac, son incendie et sa destruction par les Portugais.
Les Portugais, en 1469, décident d’attaquer la ville avec 50 navires et 10 000 hommes. Les habitants d’Anfa, n’étant pas en mesure de défendre la ville, la désertent définitivement pour se rapatrier sur Rabat et Salé. La ville détruite, restera inhabitée pendant trois siècles.
Les corsaires d’Anfa furent attaqués en 1469 par une flotte puissante commandée par Ferdinand du Portugal.
À ce spectacle de mort, Léon l’Africain raconte qu’il ne put retenir ses larmes : rien ne restait d’une ville «très policée et prospère parce que son territoire était excellent pour toutes sortes de céréales. En vérité, c’était le plus beau site de toute l’Afrique».
Mais les habitants d’Anfa armaient dans leur petit port «des fustes avec lesquels ils commettaient de grands ravages dans la presqu’île de Cadix et sur toute la côte du Portugal».
C’est pourquoi le roi de Portugal décide de se venger, et c’est ainsi que l’infant Dom Ferdinand, fort d’une flotte de cinquante vaisseaux et d’une puissante artillerie, débarque et rase Anfa. La ville, rapporte Léon l’Africain, était «dans un tel état qu’il n’y avait plus d’espoir qu’elle soit jamais habitée à nouveau». Cette prophétie, en fin de compte, ne s’est pas réalisée.
La ville subit une autre attaque portugaise en 1515. Soixante ans plus tard, les Portugais s’installèrent dans l’ancienne ville qui fut fortifiée, reconstruite et baptisée du nom de Casa Blanca. Les attaques incessantes des tribus voisines et les ravages provoquées par le terrible tremblement de terre de 1755 obligèrent les Portugais à se retirer de Casablanca.
Durant le règne de Sidi Mohammed Ben Abdellah (1757-1790) elle fut habitée par les Berbères… La ville fut fortifiée et reconstruite.
Elle s’appelait à cette époque Dar el Beida, nom que les Espagnols transformèrent en Casablanca.
En 1770, le sultan Mohamed Ben Abdallah, qui venait de perdre la ville de Mazagan (El Jadida), décide de reconstruire cette place pour la préserver d’un débarquement portugais. La ville est appelée "Dar El Beida" (maison blanche) ou casa blanca (en espagnol). D’emblée, le sultan la dote d’une mosquée, d’une médersa et d’un hammam.
Au XVIIIe siècle, la ville devint un important centre commercial. Au milieu du XIXe siècle, le rôle commercial, de la ville s’accrut et en 1862 un service régulier entre Marseille et le Maroc fut établi. Mais elle restera une petite bourgade jusqu’au milieu du XIXe siècle.
À partir du XIXe siècle, la ville se développe grâce à l’accroissement de l’industrie du textile, et Casablanca deviendra l’un des plus grands fournisseurs de laine du bassin méditerranéen. En 1860 la ville comptait 4 000 habitants pour 9 000 habitants à la fin des années 1880. La ville décide donc de se doter d’un port moderne, aidée par la France, détrônant ainsi Tanger comme premier port marocain dès 1906. La population sera en 1921 de 110 000 dû en grande partie aux bidonvilles.

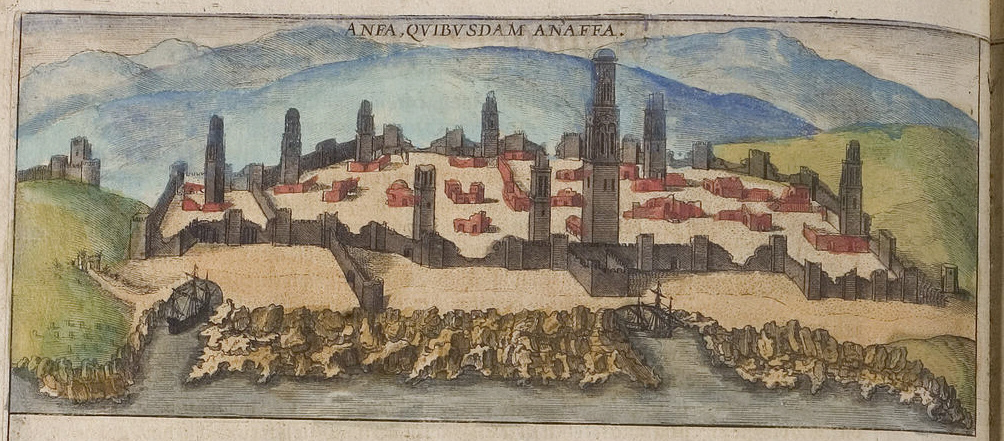
Détail d'une gravure représentant Anfa en 1572

### Conquête almoravide
Le conquérant almoravide Youssef Ibn Tachfin se heurta en Tamesna (région qui s'étendait de l'Oum Rabiî au Bouregreg) à la résistance des hérétiques berbères les Berghouata. Il réussit à conquérir Anfa en 1068. Au XIIe siècle, le géographe Al-Idrissi décrit la ville comme étant un port commercial actif.

### Dynasties almohade, mérinide et wattaside
Du XIIIe siècle au XVe siècle, Anfa est une ville importante, Les Almohades et Mérinides se la disputeront puis ce seront les Mérinides et les Wattassides. À la fin de cette dernière, Anfa formera une république de corsaires.

### Destruction de la ville
Elle fut démolie de fond en comble une première fois en 1468 à la suite d'une expédition punitive menée par les Portugais à la suite des attaques incessantes de leurs navires marchands par les corsaires d'Anfa.

### Dynastie alaouite
Au XVIIIe siècle après une ellipse de trois siècles, le sultan Sidi Mohammed Ben Abdallah  y construisit médersa et mosquée et la repeupla de Berbères. À la fin du XVIIIe siècle, il accorda aux Espagnols le privilège du commerce du port de la ville qu'ils renomment Casablanca, nom toujours employé aujourd'hui.

#### De "Anfa" à "a-Ddar al-Baïdaâ"
En 1794, la ville devient la résidence du gouverneur de la province de Chaouia sous le nom de a-Ddar al-Baïdaâ', littéralement « la Maison blanche », devenue Casablanca en espagnol, mais prononcée en français, durant la colonisation.
La ville comptait en 1850 quelques centaines d'habitants, elle en comptait près de 4 000 en 1866, dont 60 000 musulmans, 1 800 juifs et plus d'une centaine d'Européens. La démographie de la ville augmente considérablement sous le règne de Moulay Hassan Ier (20 000 personnes).

### Protectorat français

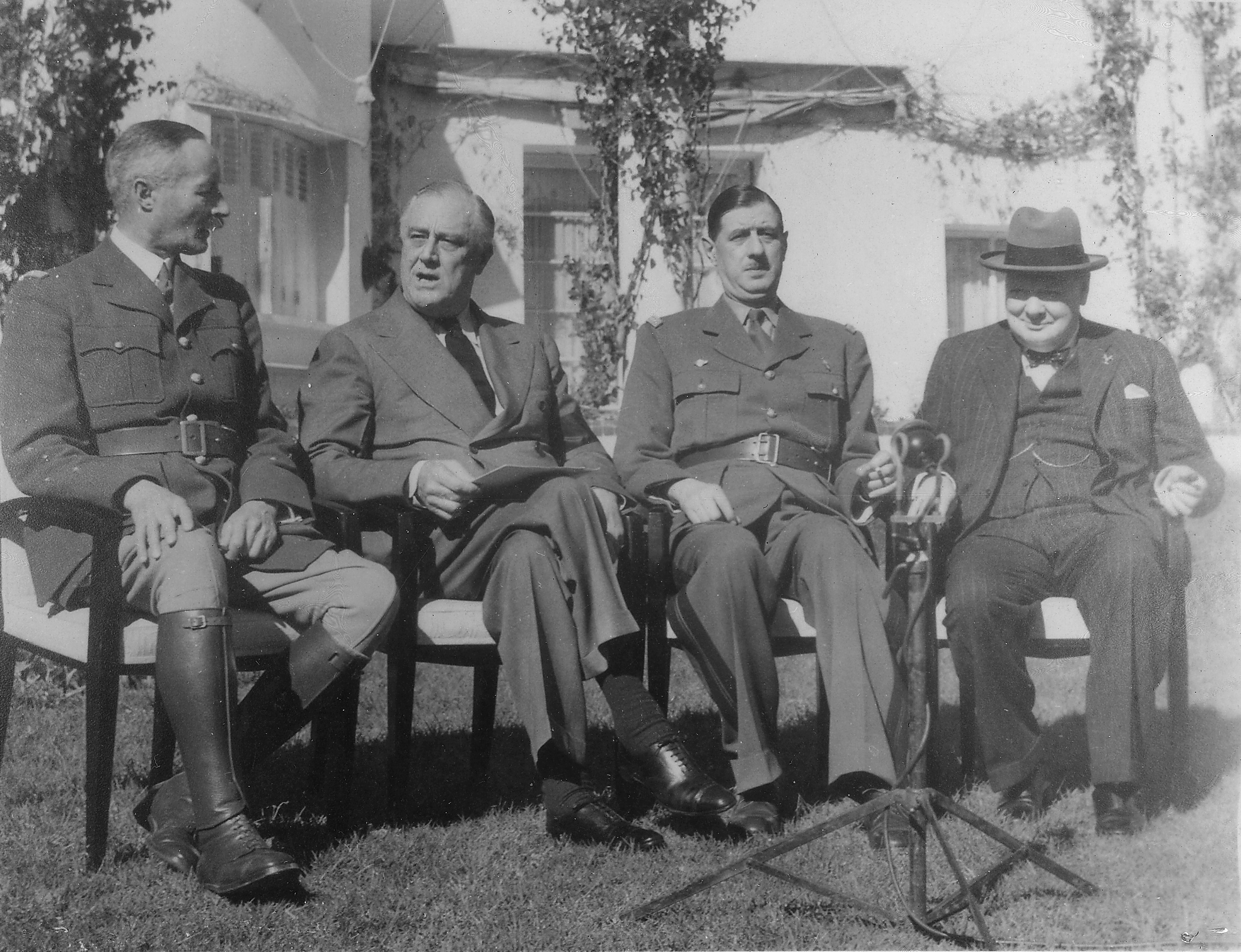
Conférence de Casablanca (1943), Henri Giraud, Franklin Delano Roosevelt, Charles de Gaulle et Winston Churchill.

Pendant le Protectorat, pour renforcer leur présence et consolider sa pérennité, les Français décidèrent de construire un port pour la ville. Cette décision a eu pour effet de lui donner un nouveau souffle économique et démographique. À partir des années 1920, cette colline fut aménagée pour accueillir les nouveaux venus (principalement français et marocains) qui s'y firent construire de luxueuses villas.

#### Renouveau de la ville
À partir des années 1940, Anfa connut un nouvel essor avec l'arrivée massive de familles Fassies (habitants originaires de Fès) qui constituent le gotha maghrébin des affaires. Depuis, la réputation d'Anfa comme le quartier le plus chic et le plus huppé du Maroc n'a cessé de croître. En effet le quartier d'Anfa représente la puissance et la réussite des familles d'origine citadine qui y prédominent largement.
Aujourd'hui, le quartier le plus chic de la capitale économique rivalise avec le prix des terrains des grandes métropoles internationales.
Le quartier abrite aussi de luxueux palais, des hôtels, mais est aussi un lieu de divertissement de par ses pubs et discothèques, ses cinémas, ses restaurants, ses clubs de loisirs, son golf, ses complexes sportifs, et de ses galeries marchandes ainsi qu'avec sa corniche émaillée de clubs et de plages privées.

#### Conférence d'Anfa
En 1943 et en pleine guerre mondiale, elle accueillit la conférence d'Anfa où le président américain Roosevelt et le premier ministre britannique Churchill, reçus par le sultan Mohammed V, le prince Moulay Hassan (futur Hassan II) et le général français Giraud, de la campagne alliée en Afrique du Nord. Charles de Gaulle, chef de la France Libre, en profita pour affirmer fortement l'illégitimité du régime de Vichy, et la légitimité de son mouvement, auprès des deux chefs d'État anglo-saxons, à ce moment encore très réticents, et enclins à considérer la France comme un pays ayant trahi les Alliés, à occuper et administrer militairement.